# Maifanite
La maifanite è una roccia magmatica con oltre il 70% di SiO2 e Al2O3 composta principalmente da feldspato e quarzo con quantità minori di prodotti di alterazione. Presenta un'alta porosità e grande area superficiale. È molto abbondante in Cina e viene utilizzato come additivo alimentare, in medicina, nella purificazione delle acque e come fertilizzante. Recenti ricerche hanno dimostrato l'efficacia della maifanite fornita con la dieta nel ridurre gli effetti tossici di cadmio e aflatossina nei maiali. Un altro uso proposto è quello della rimozione dl fosforo dalle acque reflue allo scopo di ridurre il fenomeno dell'eutrofizzazione.